# Pristimantis tayrona
Pristimantis tayrona es una especie de anfibio anuro de la familia Craugastoridae.

## Distribución
Esta especie es endémica de la Sierra Nevada de Santa Marta, Colombia. Habita en los departamentos de Magdalena, Cesar y La Guajira entre los 1300 y 2700 m de altitud.

## Descripción
Los machos miden de 15.3 a 25.1 mm y las hembras de 22.6 a 30.2 mm.

## Etimología
Esta especie lleva el nombre en honor a los taironas.

## Publicación original
- Lynch & Ruíz-Carranza, 1985 : A synopsis of the frogs of the genus Eleutherodactylus from the Sierra Nevada de Santa Marta, Colombia. Occasional Papers of the Museum of Zoology University of Michigan, n.º 711, p. 1-59[5]